# Helga M. Novak
Helga M. Novak (pseudoniem voor Maria Karlsdottir, Berlijn, 8 september 1935 – Rüdersdorf, 24 december 2013) was een Duits-IJslandse dichteres en schrijfster.

## Biografie
Novak groeide op bij adoptieouders in Berlijn. Ze studeerde filosofie en journalistiek in Leipzig. Zij woonde in Oost-Duitsland en na 1961 in IJsland, waar ze trouwde en twee kinderen kreeg. 
In 1968 kreeg ze de literaire prijs van de stad Bremen. Na de Duitse eenmaking bleek dat ze een tijdlang informant van de Stasi was geweest.

## Werken (selectie)
- Ballade von der reisenden Anna (1965), gedichtenbundel
- Colloquium mit vier Händen (1967), dichtbundel
- Geselliges Beisammensein (1968), prozabundel
- Aufenhalt in einem irren Haus (1971), een bundeling van elf korte verhalen geschreven tussen 1969 en 1971